# Punta Chaubert
La Punta Chaubert és una muntanya de 4074 metres que es troba a la regió de l'Alta Savoia a França. Aquesta agulla forma part de l'aresta del Diable al Mont Blanc du Tacul.